# Praça Xavier Ferreira
A Praça Xavier Ferreira é uma praça localizada no centro da cidade gaúcha de Rio Grande. Recebeu esse nome em homenagem a Francisco Xavier Ferreira, durante as comemorações do primeiro centenário de elevação da vila do Rio Grande, em 26 de junho de 1935.

## Esculturas e outras obras de arte

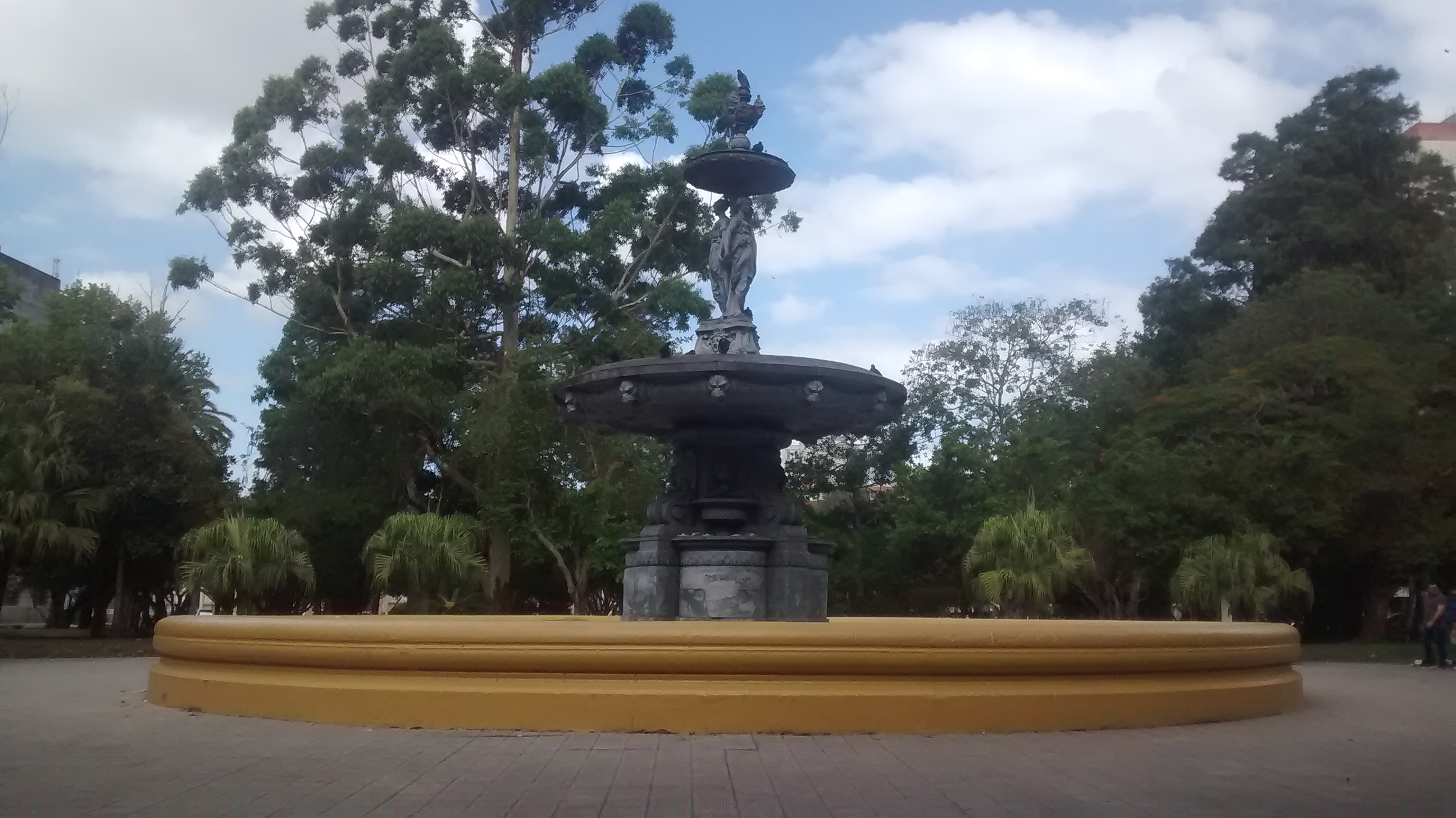
Chafariz da Praça Xavier Ferreira

O ponto principal da praça é seu chafariz, obra do século XIX. Esculpida em mármore e trazida da Itália, a Coluna comemorativa à Libertação dos Escravos foi o primeiro monumento erguido em praça pública na cidade, em 1889. É composto por uma mulher (3,40m de altura) - representando a liberdade - quebrando os grilhões que degradavam os negros brasileiros, colocada em cima de uma coluna com 19 metros de altura.
Feita pelo escultor paulista Humberto Carpinelli, o Monumento ao Brigadeiro José da Silva Paes, inaugurado em 1939, é dedicado ao fundador da cidade e ostenta uma coluna de pedra com oito metros de altura que protege a figura do brigadeiro em uniforme de gala e com a espada numa mão e a carta de fundação da cidade na outra. Ao seu lado, um grupo de personagens representa os construtores da nova pátria: soldados, escravos, índios e obreiros.
Em 1948, Matteo Tonietti e Érico Gobbi esculpiram o Monumento à Mãe e os meninos de calça-curta, boné e suspensório que enfeitam o lago da Xavier, inaugurado na década de 1930.
A praça é sede também de outras obras de arte, como o busto a Alfredo Ferreira Rodrigues (perto da biblioteca e inaugurado em 12 set. 1965), a Carta-Testamento do presidente Getúlio Vargas (próxima do chafariz, de 1955). A Pira da Pátria, no início da rua Duque de Caxias, em frente à praça, também é obra de Érico Gobbi.

## Eventos
A praça também é local de diversos eventos culturais, como o "Ondas de Natal", que ocorre anualmente em dezembro, quando é instalada uma árvore de natal num de seus lagos.
Além disso,as árvores são envolvidas com luzes de natal que à noite provoca um belo espetáculo.